# Spidia excentrica
Spidia excentrica är en fjärilsart som beskrevs av Embrik Strand 1912. Spidia excentrica ingår i släktet Spidia och familjen sikelvingar. Inga underarter finns listade i Catalogue of Life.